# Fanny Hill
Fanny Hill (Originaltitel Memoirs of a Woman of Pleasure) är en roman av John Cleland. Den skrevs 1748, medan författaren satt i  gäldstuga i London, och kom ut i två volymer 1748–1749. Den räknas som den första moderna erotiska romanen på engelska. 

## Handling
Berättelsen är i form av ett brev från den äldre Fanny till en anonym väninna. Hon berättar om hur hon på grund av fattigdom tvingades lämna sin hemby. En kvinna på besök i byn hjälpte henne komma till London och förespeglade henne arbete som tjänsteflicka, men den tilltänkta arbetsplatsen var istället en bordell. Innan hon förlorade sin oskuld flydde hon med en kund, Charles, som hon förälskat sig i. Efter flera månader tillsammans skickades Charles oväntat ut ur landet av sin far. Fanny fångades upp av en ny kopplerska och blev återigen tvungen att ta upp en rad älskare. Till slut träffade hon åter Charles och de gifte sig.

## Publiceringar
Romanen publicerades i två delar, den 21 november 1748 och februari 1749. I början kom inga reaktioner på boken från staten. Det var först i november 1749, ett år efter den första delen hade publicerats, som Cleland och hans förläggare greps och anklagades för "förledande av kungens undersåtar". I rätten förnekade Cleland romanen och den drogs officiellt tillbaka. Men bokens popularitet växte och det gavs ut flera olika piratutgåvor. En del av dessa hade olika ändringar och tillägg. Bland annat gavs en version ut med en tillagd episod som skildrade homosexualitet mellan män - vilket Fanny konstaterar genom en springa i väggen. Cleland publicerade en censurerad version av boken mars 1750, men åtalades även för den. Det åtalet släpptes dock senare. Vissa historiker, såsom John H. Plumb, anser att åtalet hade orsakats av piratutgåvan som innehöll homosexualitet.
På 1800-talet såldes boken inte öppet. Det var inte förrän 1963, efter det misslyckade åtalet mot romanen Lady Chatterleys älskare 1960 som Mayflower Books, med Gareth Powell som VD, publicerade en ocensurerad pocketversion av Fanny Hill.
Polisen fick kännedom om detta några dagar före bokens utgivning. De hade fått syn på den i skyltfönstret på affären Magic Shop på Tottenham Court Road i London, som drevs av Ralph Gold. Två tjänstemän från sedlighetsroteln besökte Mayflower Books och förhörde förläggaren, Gareth Powell, och tog de fem exemplar av boken som fanns där. Då hade Mayflower redan distribuerat 82 000 exemplar av den. En rättegång inleddes februari 1964. Åtalad var affärsinnehavaren Gold, som fick stöd av Mayflower. Försvaret hävdade att Fanny Hill var en historisk bok och att det var en glad hyllning till normal icke-pervers sex - snarare fräck än pornografisk. Åklagaren betonade en piskscen i boken och vann. Mayflower beslutade att inte överklaga. Men fallet hade synliggjort den växande klyfta som fanns mellan lagarna och den sociala verkligheten i 1960-talets Storbritannien. Detta bidrog kraftigt till en ändring i opinionen ända till den punkt 1970, då en ocensurerad version av Fanny Hill publicerades ännu en gång i Storbritannien.

## Filmversioner
- Fanny Hill (USA/Västtyskland, 1964), medverkande Letícia Román, Miriam Hopkins, Ulli Lommel, Chris Howland; regissör Russ Meyer, Albert Zugsmith
- Fanny Hill (Sverige, 1968), medverkande Diana Kjær, Hans Ernback, Keve Hjelm, Oscar Ljung; regissör Mac Ahlberg
- Fanny Hill (Västtyskland/Storbritannien, 1983), medverkande Lisa Foster, Oliver Reed, Wilfrid Hyde-White, Shelley Winters; regissör Gerry O'Hara
- Paprika (Italien, 1991), medverkande Deborah Caprioglio, Stéphane Bonnet, Stéphane Ferrara, Luigi Laezza,  Rossana Gavinel, Martine Brochard, John Steiner; regissör Tinto Brass.
- Fanny Hill (USA, 1995), regissör Valentine Palmer.
- Fanny Hill (2007), skriven av Andrew Davies för BBC, medverkande Rebecca Night.